# Avel·lí Galceran i Calbetó
Avel·lí (o Evelí) Galceran i Calbetó (Barcelona, 9 d'octubre de 1879 - Barcelona, març de 1949, als 69 anys) va ser un actor català molt popular abans de la Guerra Civil (1936-1939).
Fill de Josep Galceran i Castells d'ofici llauner i de Manuela Calvetó i Ferran tots dos naturals de Barcelona.
Interpretava, sobretot, papers de característic. Va protagonitzar el personatge del Nandu, el qual li va donar una gran popularitat, a la revista escènica Que és gran Barcelona!!, estrenada al teatre Còmic l'any 1922. Els darrers anys de la seva vida, retirat ja de l'escena, va fer d'acomodador del teatre Romea de Barcelona.

## Trajectòria Professional
Teatre
- 1908, 18 d'abril. En el paper de Valentí a l'obra En Joan dels Miracles d'Ignasi Iglésias. Estrenada al teatre Romea de Barcelona.
- 1908, 16 d'octubre. En el paper de Noi Sucre a l'obra L'aranya d'Àngel Guimerà. Estrenada al teatre Romea de Barcelona.
- 1908, 22 de desembre. En el paper de Manelet Capvuit, 26 anys a l'obra La clínica de l'embut de Francesc Xavier Godó. Estrenada al teatre Romea de Barcelona.
- 1908, 28 de desembre. En el paper de Quimet, 30 anys a l'obra El restaurant de la platja de Ramon Ramon i Vidales. Estrenada al teatre Romea de Barcelona.
- 1909, 27 de febrer. En el paper de Franch a l'obra El testament de la tia, original de Paul Gavault i R. Charvray, arranjament al català per Ramon Franqueza i Comas. Estrenada al teatre Romea de Barcelona.
- 1909, 20 de novembre. En el paper de Blond, agent de policia secreta del rei a l'obra El rei de Gaston Armand de Cailavet, Robert de Flers i Emmanuel Arène. Estrenada al teatre Principal de Barcelona.
- 1912, 24 de febrer. En el paper de Senyor Prat a l'obra Torre Torretes de Josep Burgas. Estrenada al teatre Catalunya de Barcelona.
- 1912, 2 de març. En el paper de Bartomeu a l'obra El pintor de miracles de Santiago Rusiñol. Estrenada al teatre Catalunya de Barcelona.
- 1912, 30 de març. En el paper d'El Germà, 25 anys a l'obra La Verge del Mar de Santiago Rusiñol, estrenat al teatre Catalunya de Barcelona.
- 1912, 13 d'abril. En el paper d'Eustaqui a l'obra La forastera de Pau Parellada i Molas, estrenada al teatre Catalunya de Barcelona.
- 1912, 20 d'abril. En el paper de Renom a l'obra L'Esbojarrada d'Antoni Muntañola, estrenada al teatre Catalunya de Barcelona.
- 1912, 4 de maig. En el paper de Privat a l'obra El gran Aleix de Joan Puig i Ferreter. Estrenada al teatre Catalunya de Barcelona.
- 1912, 11 de maig. En el paper de Canari a l'obra En Joan Bonhome de Josep Pous i Pagès, estrenada al teatre Catalunya de Barcelona.
- 1912, 15 de novembre. En el paper de Pompeu Soler a l'obra L'home de palla d'Ignasi Iglésias, estrenada al Gran Teatre Espanyol de Barcelona.
- 1912, 20 de desembre. En el paper d'Albert a l'obra La casa de tothom de Josep Morató, estrenada al Gran Teatre Espanyol de Barcelona.
- 1918. 13 de novembre. En el paper de Sr. Mateu a l'obra Bataneros en comandita, de Santiago Rusiñol, estrenada al teatre Español de Barcelona.
- 1918. 6 de desembre. En el paper de Fracuelo a l'obra El català de La Manxa, de Santiago Rusiñol, estrenada al teatre Español de Barcelona.
- 1922, 8 de juliol. En el paper de Nandu, a l'obra Que és gran Barcelona!! de Manuel Fernández i música de J. A. Martínez, estrenada al teatre Còmic de Barcelona.
- 1924, 21 d'octubre. En el paper d'En Cisquet a l'obra Les noies enamorades d'Avel·lí Artís i Balaguer. Estrenada al teatre Romea de Barcelona.
- 1924, 14 novembre. En el paper de Jep, de l'obra Fidelitat de Josep Maria de Sagarra. Estrenada al teatre Romea de Barcelona.
- 1924. desembre. En el paper de Sr. Picafort a l'obra La Penya Roca i la colònia de l'Ampolla, de Joaquim Montero, estrenada al teatre Romea de Barcelona.
- 1925. 11 d'abril. En el paper d' Últim pagès a l'obra A Montserrat!, de Joaquim Montero, estrenada al teatre Romea de Barcelona
- 1925, 5 de maig. En el paper de Martinet, criat de Serafí, de l'obra El senyor Pupurull, adaptació de Josep Maria de Sagarra de la peça George Dandin de Molière. Estrenada al teatre Romea de Barcelona.
- 1925, 9 d'octubre. En el paper de L'Escolà a l'obra Seny i amor, amo i senyor d'Avel·lí Artís. Estrenada al teatre Romea de Barcelona.
- 1927, 1 'octubre. en el paper de Senyor Pinós, de l'obra Un estudiant de Vic de Josep Maria de Sagarra. Estrenada al teatre Novetats de Barcelona.
- 1928, 28 d'abril. En el paper de Senyor Papell, de l'obra La Llúcia i la Ramoneta de Josep Maria de Sagarra. Estrenada al teatre Novetats de Barcelona.
- 1928, 30 d'octubre. En el paper d'el senyor Romeu, pretendent d'Angelina, de l'obra Les llàgrimes d'Angelina de Josep Maria de Sagarra. Estrenada al teatre Novetats de Barcelona.
- 1929, 16 d'abril. En el paper de Jonàs a l'obra Judit de Josep Maria de Sagarra. Estrenada al teatre Novetats de Barcelona.
- 1929, 5 d'octubre. En el paper d'el Carmesí, de l'obra La filla del Carmesí de Josep Maria de Sagarra. Estrenada al teatre Novetats de Barcelona.
- 1930, 19 d'abril. En el paper de Casulleres, de l'obra El cas del senyor Palau de Josep Maria de Sagarra. Estrenada al teatre Novetats de Barcelona.
- 1930, 17 d'octubre. En el paper d'El Senyor del Miracle, de l'obra La corona d'espines de Josep Maria de Sagarra. Estrenada al teatre Novetats de Barcelona.
- 1931, 10 d'octubre. En el paper d'El Notari, de l'obra Les tres Gràcies de Josep Maria de Sagarra. Estrenada al teatre Novetats de Barcelona.
- 1933, 14 de febrer. En el paper de Luard, de l'obra El Cafè de la Marina de Josep Maria de Sagarra. Estrenada al teatre Romea de Barcelona.
- 1933, 3 d'octubre. En el paper de Santjust, de l'obra L'Estrella dels miracles de Josep Maria de Sagarra. Estrenada al teatre Romea de Barcelona.
- 1935, 30 d'octubre. En el paper del Senyor Subirós, de l'obra Roser florit de Josep Maria de Sagarra. Estrenada al teatre teatre Novetats de Barcelona.
- 1935, 15 de novembre. En el paper d'Eusebi, de l'obra Amàlia, Amèlia i Emília de Lluís Elias. Estrenada al teatre Novetats de Barcelona, per la companyia de Nicolau-Martori.

Cinema
- 1914. El alcalde de Zalamea. Directors: Adrià Gual i Joan Solà i Mestres.
- 1914. Misterio de dolor. Director: Adrià Gual.
- 1914. Linito quiere ser torero. Directors: Adrià Gual i Joan Solà i Mestres.
- 1914. El calvario de un héroe . Director: Adrià Gual.
- 1915. Los cabellos blancos. Director: Adrià Gual.
- 1919. El botón de fuego. Directors: Josep Maria Codina, Joan Maria Codina	i Joan Solà Mestres.